# スティクス 〜冥界の扉〜
『スティクス 〜冥界の扉〜』(Lucid) は、ショーン・ギャリティが脚本を書いて監督し、2005年に制作されたカナダの映画。2005年のトロント国際映画祭でプレミア上映され、同年のバンクーバー国際映画祭で最優秀カナダ西部長編映画賞 (Best Western Canadian Feature Film) を受賞し、2006年のマンハイム・ハイデルベルク国際映画祭では、最優秀作品賞候補にノミネートされた。
日本では劇場未公開であったが、2009年にDVDが発売された。

## あらすじ
ジョエル・ロスマン（Joel Rothman：ジョナス・チャーニック）は、離婚や上司からの嫌がらせなど私生活に大きな問題を抱え、不眠症に陥っていた。心理療法士である彼は、心的外傷後ストレス障害 (PTSD) の患者3人を担当することになる。彼は患者たちを治療しつつ、自分自身の人生を見つめ直さなければならなくなる。